# Олђинате
Олђинате (итал. Olginate) је насеље у Италији у округу Леко, региону Ломбардија.
Према процени из 2011. у насељу је живело 6979 становника. Насеље се налази на надморској висини од 202 м.

## Становништво
Према резултатима пописа становништва 2011. у општини је живело 7.102 становника.
| 1931. | 1936. | 1951. | 1961. | 1971. | 1981. | 1991. | 2001. | 2011. |
| ----- | ----- | ----- | ----- | ----- | ----- | ----- | ----- | ----- |
| 3.302 | 3.391 | 3.851 | 4.111 | 5.199 | 6.559 | 6.635 | 6.695 | 7.102 |